# Wardogo
Wardogo est une commune rurale située dans le département de Gaongo de la province du Bazèga dans la région du Centre-Sud au Burkina Faso.

## Santé et éducation
Wardogo accueille un centre de santé et de promotion sociale (CSPS).